# 6749 Ireentje
6749 Ireentje eller 7068 P-L är en asteroid i huvudbältet som upptäcktes den 17 oktober 1960 av den nederländsk-amerikanske astronomen Tom Gehrels och det nederländska astronomparet Ingrid van Houten-Groeneveld och Cornelis Johannes van Houten vid Palomarobservatoriet. Den är uppkallad efter Irene van Houten, barnbarn till två av upptäckarna.
Asteroiden har en diameter på ungefär 5 kilometer.